# Remus (satelit)
Remus este satelitul interior și mai mic al asteroidului 87 Sylvia din centura de asteroizi. Urmează o orbită aproape circulară și aproape ecuatorială în jurul asteroidului părinte. În această privință, este similar cu celălalt satelit sylvian Romulus.

## Descoperire și numire
Remus a fost descoperit la câțiva ani după Romulus pe imagini făcute începând cu 9 august 2004 și anunțat pe 10 august 2005. A fost descoperit de Franck Marchis de la UC Berkeley și Pascal Descamps, Daniel Hestroffer și Jérôme Berthier de la Observatorul din Paris, Franța, folosind telescopul Yepun al Observatorului European de Sud (ESO) din Chile. Marchis, liderul proiectului, aștepta finalizarea programului de obținere a imaginilor înainte de a începe procesarea datelor. În momentul în care trebuia să plece în vacanță în martie 2005, Descamps i-a trimis o scurtă notă intitulată „87 Sylvia est triple ?" subliniind că a putut vedea doi mici sateliți pe mai multe imagini cu Sylvia. Întreaga echipă s-a concentrat apoi rapid pe analiza datelor, a scris o lucrare, a trimis un rezumat la reuniunea din august de la Rio de Janeiro și a înaintat o propunere de denumire către IAU.
Denumirea sa completă este (87) Sylvia II Remus; înainte de a-și primi numele, era cunoscut ca S/2004 (87) 1. Satelitul poartă numele lui Remus, geamănul întemeietorului mitologic al Romei, unul dintre copiii lui Rhea Silvia crescuți de o lupoaică.

## Caracteristici
87 Sylvia are o densitate scăzută, ceea ce indică faptul că este probabil un asteroid grămadă de moloz format atunci când resturi de la o coliziune între corpul său părinte și un alt asteroid s-au reacretat gravitațional. Astfel, este probabil ca atât Remus, cât și Romulus să fie grămezi de moloz mai mici care s-au acumulat pe orbită în jurul corpului principal din resturile aceleiași coliziuni. În acest caz, albedo-ul și densitatea lor sunt de așteptat să fie similare cu cele ale Sylviei.
Se așteaptă ca orbita lui Remus să fie destul de stabilă: se află adânc în interiorul sferei Hill a Sylviei (aproximativ 1/100 din raza Hill a Sylviei), dar și în afara orbitei sincrone.
De pe suprafața lui Remus, Sylvia pare uriașă, ocupând o regiune unghiulară de aproximativ 30°×18°, în timp ce dimensiunea aparentă a lui Romulus variază între 1,6° și 0,5°.